# Ève Paul-Margueritte
Pour les articles homonymes, voir Margueritte.
Ève Paul-Margueritte, née le 5 février 1885 dans le 6e arrondissement de Paris et morte le 16 juillet 1971 à Limeil-Brévannes, est un écrivain de langue française, auteur de nombreux romans sentimentaux.

## Biographie
Elle est la fille de Paul Margueritte et la nièce de Victor Margueritte.
En 1919, elle épouse Charles Gaucher,. 
Elle a traduit, avec sa sœur Lucie Paul-Margueritte, de nombreux romans anglais, dont Dracula de Bram Stoker et des romans de Thomas Hardy et de Alice Muriel Williamson (en).
Elle a fait partie, tout comme sa sœur, du premier club gastronomique féminin, le Club des belles perdrix. Elle fut secrétaire générale des Amis de Carthage et des villes d'or. 
Elle est enterrée, ainsi que sœur, au cimetière d'Auteuil (16e arrondissement de Paris).

## Œuvres
- La Prison blanche (1917), Collection Stella n° 172 ; d'abord paru dans L'Écho de Paris, 27 août-1eroctobre 1915 lire en ligne sur Gallica
- La Folle Poursuite (1922)
- La Rencontre de minuit (1926)
- Les Sainte-Catherine (1927)
- Le Sortilège (1928)
- La Fiancée captive (1929)
- La Souricière (1929)
- L'Énigmatique Marielle (1933), Les Beaux Romans dramatiques n°67
- Circé ou l'Envers de la tapisserie (1937)
- Le Secret d'une vendetta (1941), Collection Stella n° 502
- Coup double (1941), Collection Stella n° 516
- Ève et Lucie Paul-Margueritte, Auteuil et Passy. Des origines à nos jours, Société historique d'Auteuil et de Passy, 1946.
- Le Chalet rouge (1955)
- Rip, l'homme qui dormit vingt ans et autres contes d'Amérique, traduction de Ève Paul-Margueritte
- Ève et Lucie Paul-Margueritte, Deux frères, deux sœurs, deux époques littéraires, 1951, 258 p.

### Traductions
- Alice and Claude Askew (en), La Belle aux cheveux d'or, traduit de l'anglais par Ève et Lucie Paul-Margueritte, L'Écho de Paris, 26 octobre-16 novembre 1912 lire en ligne sur Gallica
- George Gissing, Thyrza, traduit de l'anglais par Ève Paul-Margueritte, L'Écho de Paris, 22 août-27 septembre 1913 lire en ligne sur Gallica
- Lilian Turner (en), Vers les étoiles, traduit de l'anglais par Ève et Lucie Paul-Margueritte, L'Écho de Paris, 6 avril-26 avril 1914 lire en ligne sur Gallica
- Franck Barrett, L'Araignée noire, L'Écho de Paris, 15 juillet-6 août 1914 lire en ligne sur Gallica
- W. R. H. Trowbridge, Sept belles pécheresses - Duchesse de Chateauroux - Duchesse de Kendal-Catherine II de Russie - Duchesse de Kingston - Comtesse de Lamotte - Duchesse de Polignac - Lola Montes, traduction de Ève et Lucie Paul-Margueritte, Jules Tallandier, 1913[7]
- La Bien-aimée (Thomas Hardy, The Well-beloved), traduit par Ève Paul-Margueritte, préface de Paul Margueritte, Plon Nourrit et Cie, 1909
- E. Phillips Oppenheim, Anna l'aventureuse, traduction de Ève Paul-Margueritte, P. Laffitte, 1909
- Paul Urquhart (en), L'Ombre, traduction de l'anglais par Ève Paul Margueritte, Société française d'imprimerie et de librairie, 1909
- Alice Muriel Williamson (en), Le Chevalier de la rose blanche, traduit de l'anglais par Ève et Lucie Paul-Margueritte, L'Écho de Paris, 27 juillet-7 septembre 1918 lire en ligne sur Gallica
- Alice Muriel Williamson, L'enveloppe aux cachets d'or, L'Écho de Paris, 20 mars-27 avril 1919 lire en ligne sur Gallica
- Deux yeux bleus (Thomas Hardy, A pair of blue eyes), traduit par Ève Paul-Margueritte, Plon-Nourrit et Cie, 1913 ; réédition Éditions Cosmopolites, « Collection du lecteur » n° 94, 1933
- Thomas Hardy, La Bien-aimée, Plon, 1909

## Distinctions

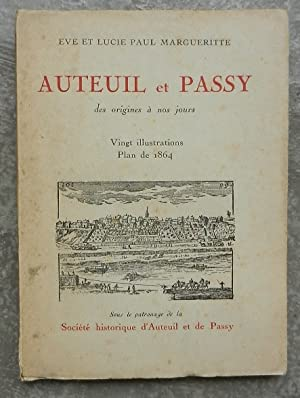
Auteuil et Passy d'Ève et Lucie Paul-Margueritte.

- Prix Jean-Jacques-Berger pour le guide Auteuil et Passy, 1947[8]
- Prix Georges-Dupau de l'Académie française, 1950[9]